# Первомайский (Баганский район)
Первома́йский — посёлок в Баганском районе Новосибирской области. Входит в состав Лозовского сельсовета.

## География
Площадь посёлка — 16 гектаров.

## Население
| 1976 | 1995 | 2002 | 2007 | 2010 |
| ---- | ---- | ---- | ---- | ---- |
| 219  | ↘189 | ↗216 | ↘200 | ↘166 |

## Инфраструктура
В посёлке по данным на 2006 год функционируют 1 учреждение здравоохранения, 1 образовательное учреждение.